# Sepp Behr
Josef „Sepp“ Behr (* 16. Oktober 1929 in Sonthofen; † 11. Juli 2023 ebenda) war ein deutscher Skirennläufer.

## Sportliche Laufbahn
Behr war zwischen 1954 und 1962 siebenmal Deutscher Skimeister, je drei Titel gewann er im Slalom und in der Kombination, einen im Riesenslalom. Bei den Weltmeisterschaften 1954 in Åre in Schweden belegte Sepp Behr den sechsten Rang in der Kombination. 1956 bei den Olympischen Spielen in Cortina d’Ampezzo war er Achter im Riesenslalom und Zwölfter in der Abfahrt, bei den Olympischen Winterspielen 1960 in Squaw Valley Zehnter im Slalom.
Seine Tochter Pamela Behr, Zweite im Slalom bei der Alpinen Skiweltmeisterschaften 1978 in Garmisch-Partenkirchen, gewann ebenfalls sieben Deutsche Skimeisterschaften.

## Ehrungen
- Bundesverdienstkreuz[1]